# Max Zorn
Max August Zorn (ur. 6 czerwca 1906 w Krefeld, Niemcy, zm. 9 marca 1993 w Bloomington) – amerykański matematyk pochodzenia niemieckiego.
Niezależnie od Kazimierza Kuratowskiego dowiódł słuszności lematu zwanego lematem Kuratowskiego-Zorna.
Był wykładowcą:
- Uniwersytetu Hamburskiego (1930)
- Uniwersytetu Yale (1934–1936)
- Uniwersytetu Kalifornijskiego w Los Angeles (1936–1946)
- Uniwersytetu Indiany (1946–1993)